# Servicii de urgență din România
.

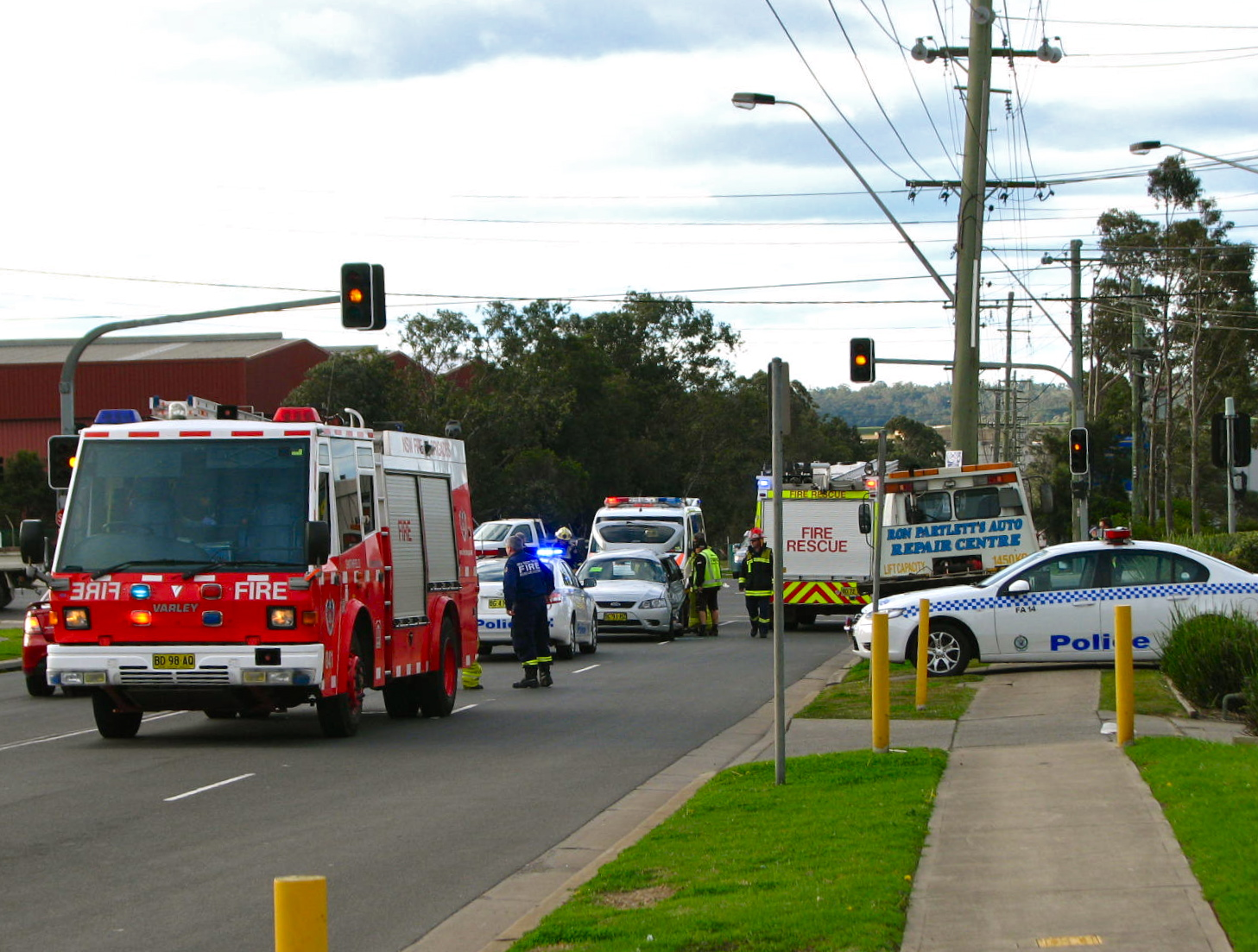
Poliția, pompierii și serviciile medicale la locul unei accident rutier în New South Wales, Australia

Serviciile de urgență din România sunt agenții (structuri) specializate de intervenție care asigură soluționarea imediată a problemelor specifice  urgențelor. Ele sunt fie publice (de interes general, coordonate de autoritățile administrației publice și disponibile tuturor cetățenilor), fie private. 
În caz de urgență, alarmarea structurilor publice specializate în acest sens se poate face telefonic prin intermediul Sistemului Național Unic pentru Apeluri de Urgență(SNUAU), formându-se numărul unic pentru apeluri de urgență 112 valabil în Europa continentală. În unele țări, un număr este utilizat pentru toate serviciile de urgență(de exemplu, 911 în America, 999 în Marea Britanie. În unele țări, fiecare serviciu de urgență are propriul număr de urgență. Unele departamente de pompieri oferă servicii medicale de urgență împreună cu serviciile lor primare.

## Servicii publice specializate
În România principalele servicii specializate de urgență de interes național sunt amintite mai jos:
- Poliția Română  – instituție specializată care exercită atribuții privind apărarea drepturilor și libertăților fundamentale ale persoanei, a proprietății private și publice, prevenirea și descoperirea infracțiunilor, respectarea ordinii si liniștii publice, în conditiile legii.[2].Există o varietate de agenții de aplicare a legii (agenții de poliție de stat, circulație, poliții municipale (poliția de proximitate) și județene precum și alte agenții;
- Jandarmeria Română - instituție specializată cu statut militar care exercită în condițiile legii, atribuții cu privire la apărarea ordinii și liniștii publice, a drepturilor și libertăților fundamentale ale cetățenilor, a proprietății publice și private, la prevenirea și descoperirea infracțiunilor și a altor încălcări ale legilor în vigoare, precum și la protecția instituțiilor fundamentale ale statului și combaterea actelor de terorism.[3];
- Serviciu de ambulanță - serviciu public de  asistență medicală de urgență și de prim ajutor calificat[4];
- Servicii publice comunitare profesioniste pentru situații de urgență respectiv serviciile publice comunitare pentru situații de urgență, ce asigură în zonele de competență coordonarea, îndrumarea și controlul activităților de prevenire și gestionare a situațiilor de urgență[5];
- alte servicii publice profesioniste sau voluntare pentru situații de urgență;
- alte structuri stabilite prin hotărâre a Guvernului.

## Servicii de urgență specializate
Aceste servicii pot fi furnizate de unul dintre serviciile de bază sau de către un guvern separat sau un organism privat:
- managementul situațiilor de urgență - gestionarea și coordonarea evenimentelor (la nivel județean ISU, la nivel național IGSU și D.S.U.);
- echipe de scufundări de siguranță publică /unități maritime;
- unități canine - detectarea drogurilor, detectarea explozivilor, detectarea cadavrelor, detectarea incendiului și căutarea și salvarea, căutarea dovezilor;
- unități de aviație - aplicarea legii, stingerea incendiilor, servicii medicale de urgență și salvare tehnică (ambulanță, SMURD) și funcții de gestionare a situațiilor de urgență;
- unități și subunități de stingere a incendiilor;
- materiale periculoase - atenuarea materialelor periculoase;
- căutare și salvare - răspunde la situații de urgență în care există cineva care are nevoie de asistență;
- Salvamont - serviciu public care asigură activitatea de salvare în munți și de prevenire a accidentelor; montane[6];
- militar;
- echipe tactice (exemplu SWAT) - operațiuni de salvare a ostaticilor și de combatere a terorismului și arestări cu risc ridicat, împreună cu instruire pentru autoapărare a civililor;
- poliția penitenciar  care lucrează în închisori și închisori care aplică regulile penitenciarelor și lucrează cu deținuții;
- echipa de răspuns la incidente.

## Alte servicii de urgență
Aceste instituții, societăți comerciale, grupuri și organizații răspund la situații de urgență și oferă alte servicii legate de siguranță fie ca parte a sarcinilor lor la locul de muncă, ca parte a misiunii principale a afacerii sau preocupărilor lor, sau ca parte a serviciilor  lor:
- instituții publice, societăți comerciale de utilitate publică| care furnizează gazul, curentul, apa este foarte important de luat măsuri în cazul în care infrastructura eșuează;
- salvamar - serviciu public dedicat salvării persoanelor aflate în pericol de înec și prevenirii accidentelor de acest fel[7];
- lucrări publice  - evaluarea și repararea daunelor aduse clădirilor, drumurilor  și podurilor; curățarea, îndepărtarea și eliminarea resturilor din spațiile publice; restaurarea serviciilor de utilități și gestionarea traficului de urgență;
- asistență rutieră este un serviciu de serviciu auto  destinat autovehiculelor prin care companii specializate asigură intervenția rapidă în cazul unei defecțiuni tehnice a mașinii, motocicletei și are ca scop repararea ei la locul incidentului;
- servicii sociale de urgență;
- ajutor în caz de dezastru cum ar fi serviciile furnizate de Crucea Roșie, Armata și Ambulanță;
- grupuri de comunicații radio amatori - oferă suport pentru comunicații în caz de urgență;
- controlul otrăvurilor - oferind asistență de specialitate pentru otrăvire;
- serviciu local medicină veterinară creat pentru a oferi asistență în domeniul animalelor și al medicinei veterinare
- controlul animalelor - poate ajuta sau conduce reacții la situații de urgență care implică animale;
- servicii medicale voluntare - asistență medicală și de prim ajutor. Furnizorii acestor servicii sunt: Crucea Roșie;
- servicii de asigurare: firmele de asigurare asigură fonduri pentru refacerea clădirile inundate și avariate.
- medicul legist răspunde la incidente cu moarte și investighează cadavrele;
- echipe comunitare de intervenție în caz de urgență - ajută la organizarea facilităților, cum ar fi centrele de odihnă în timpul unor situații de urgență mari;
- firmă de tractare vehicule. Trage vehiculele avariate departe de zonele incendiate  și răspunde de vehiculele defecte.

## Cooperare
Gestionarea eficientă a serviciilor de urgență necesită ca agențiile din mai multe servicii diferite să colaboreze strâns și să aibă linii de comunicare deschise. Majoritatea serviciilor au sau ar trebui să aibă proceduri și legături pentru a asigura acest lucru, deși absența acestora poate fi grav dăunătoare bunei funcționări. Uneori poate exista tensiune între servicii din mai multe alte motive, inclusiv membri ai echipajului profesioniști versus voluntari, sau pur și simplu în funcție de zonă sau divizie. Pentru a ajuta comunicațiile eficiente, diferite servicii pot împărtăși practici și protocoale comune pentru anumite situații de urgență pe scară largă.
În Marea Britanie, protocoalele comune utilizate în mod obișnuit includ CHALET și ETHANE în timp ce în SUA, Departamentul pentru Securitate Internă a solicitat implementarea la nivel național a sistemului național de gestionare a incidentelor (NIMS), din care face parte sistemul de comandă a incidentelor (ICS).